# ۱۳۰۲ (خورشیدی)
۱۳۰۲ سالی عادی بود که در روز پنج‌شنبه آغاز شد. این سال سومین سال از دههٔ ۱۳۰۰، سومین سال از سده ۱۴ و سیصد و سومین سال از هزاره دوم هجری شمسی بود.
زمان سال ۱۳۰۲ پیش از تغییر نام و طول ماه‌های شمسی است و طول ماه‌های آن به این شرح بود: حمل ۳۰ روز، ثور ۳۱ روز، جوزا ۳۲ روز، سرطان ۳۱ روز، اسد ۳۱ روز، سنبله ۳۱ روز، میزان ۳۱ روز، عقرب ۲۹ روز، قوس ۳۰ روز، جدی ۲۹ روز، دلو ۳۰ روز، حوت ۳۰ روز.

## رویدادها

### فروردین
- ۲۱ فروردین - قانون ثبت اسناد و املاک به تصویب مجلس شورای ملی رسید.

### اردیبهشت
- ۲ اردیبهشت - رضاخان وزیر جنگ به امیر لشکر جنوب دستور داد همهٔ مناطقی که در بلوچستان، بختیاری و سواحل خلیج فارس به خصوص مناطق نفت‌خیز که دولت انگلستان به آنها نظر دارد و تا کنون دولت مرکزی نفوذ کمی روی آنها داشته، باید تحت نفوذ دولت قرار گیرد و از این رو مقداری از نیروهای لشکر مرکز به جنوب فرستاده شدند.
- ۳۰ اردیبهشت - آغاز انتشار هفته‌نامه فکاهی توفیق
- ۳۱ اردیبهشت - سر پرسی لورن وزیر مختار بریتانیا طی گزارشی به لرد کرزن وزیر امور خارجه بریتانیا نسبت به قریب‌الوقوع بودن حملهٔ رضاخان سردار سپه به خوزستان و شیخ خزعل که حافظ منافع نفتی انگلستان در آن خطه شده بود، هشدار داد.

### خرداد
- ۳ خرداد - زمین لرزه ۱۳۰۲ تربت حیدریه در روستای کاج درخت.
- ۲۴ خرداد - مشیرالدوله به جای مستوفی‌الممالک مأمور تشکیل کابینه شد. وزرای این کابینه: رضاخان سردار سپه وزیر جنگ و فرمانده کل قوا، مصدق‌السلطنه وزیر امور خارجه، ذکاءالملک فروغی وزیر مالیه، حکیم‌الملک وزیر عدلیه، حکیم‌الدوله وزیر معارف و اوقاف، فهیم‌الدوله وزیر پست و تلگراف، عدل‌الملک دادگر کفیل وزارت فوائد عامه و تجارت، اعتلاءالسلطنه کفیل وزارت داخله
- ۳۱ خرداد - تصویب قانون استقراض ۵ میلیون دلار از آمریکا و مذاکره برای استقراض ۵ میلیون دلار دیگر از بانک‌های این کشور در مجلس
- ۳۱ خرداد - تصویب استخدام لامبر مولیتر (Lambert Molitor) به عنوان رئیس کل گمرکات ایران، دو کارشناس بلژیکی برای اداره پست، ستوان گونار وستداهل برای نظمیه، دکتر ژوزف منار (Joseph Mesnard) فرانسوی به ریاست انستیتو پاستور توسط مجلس شورای ملی

### تیر
- ۳۱ تیر - پیمان لوزان که مرزهای ترکیه امروزی را مشخص می‌کرد میان یونان، بلغارستان و دیگر کشورهای درگیر در جنگ جهانی اول در سوئیس به امضا رسید و رسماً به عمر امپراتوری عثمانی پایان داد.

### مرداد
- ۵ مرداد - تشکیل جمعیت شیر و خورشید سرخ به همت دکتر امیر خان امیراعلم

### شهریور
- ۱۴ شهریور - هیئت دولت تصویب کرد که وزارت مالیه املاک اسماعیل شکاک را به عنوان خالصه ضبط نماید.

### مهر
- ۱۴ مهر - نامهٔ وزیر جنگ به سردار عشایر و هشدار در خصوص این که کلانتران کشکولی حق ندارند با کمپانی نفت انگلیس وارد قرارداد شوند.
- ۲۰ مهر - ترکیه پایتخت خود را از استانبول به آنکارا تغییر داد.
- ٢٣ مهر - تاسیس کمپانی والت دیزنی در بربنک کالیفرنیا

### آبان
- ۴ آبان - احمدشاه قاجار به دلیل «حساسیت اوضاع مملکت و احتیاج شدید به اصلاحات سیاسی و اقتصادی» رضاخان سردار سپه وزیر جنگ را به ریاست وزرا برگزید.
- ۴ آبان - احمدشاه برای سومین بار به منظور «معالجه و تغییر آب و هوا» تهران را به مقصد اروپا ترک کرد.
- ۶ آبان - نخستین کابینه رضاخان سردار سپه: ذکاءالملک فروغی وزیر امور خارجه، مدیرالملک جم وزیر مالیه، معاضدالسلطنه وزیر عدلیه، سلیمان میرزا وزیر معارف و اوقاف، امیرلشکر خدایارخان وزیر پست و تلگراف، حاجی عزالممالک اردلان وزیر فوائد عامه و تجارت، میرزا قاسم‌خان صور اسرافیل کفیل وزارت داخله. رئیس‌الوزرا سرپرستی وزارت جنگ و داخله را به عهده گرفت.
- ۶ آبان - با انحلال امپراتوری عثمانی، حکومت جمهوری در ترکیه تأسیس و مصطفی کمال آتاترک رئیس حزب جمهوری‌خواه خلق به ریاست‌جمهوری برگزیده شد.
- ۱۴ آبان - دسته‌های چریک به فرماندهی فیض‌محمدخان و کچی‌خان بلوچ به دستور سردار سپه به بلوچستان حمله کرده تا به ۲۵ سال نافرمانی دوست‌محمدخان بلوچ و پدرش بهرام‌خان پایان دهند. در نهایت پس از ۵۵ روز همهٔ نافرمان‌های این منطقه سرکوب شدند.

### دی
- ۲ دی - امیرلشکر غرب خبر از فتح تنگه زادشیر در لرستان و ورود به خرم‌آباد داد.
- ۲ دی - امیرلشکر عبدالله امیرطهماسب فرمانده قوای آذربایجان خبر از فتح قلعهٔ کاظم قوشچی و قتل او به دست نیروهای دولتی داد.

### بهمن
- ۲۲ بهمن - پنجمین دورهٔ مجلس شورای ملی گشایش یافت.

### اسفند
- ۱۲ اسفند - اعلان رسمی پایان امپراتوری عثمانی و اخراج خلیفه عبدالمجید دوم از ترکیه
- ۱۷ اسفند - وزارت مالیه بودجهٔ سال جاری را ۲۶٬۳۱۸٬۷۰۰ تومان اعلام کرد.
- ۲۰ اسفند - رسماً اعلام شد که تولید نفت خام ایران در ۱۹۲۳ معادل ۲۵٬۲۳۱٬۰۰۰ بشکه بوده که درآمد ایران از آن فقط ۴۰۰٬۰۰۰ لیره بوده است.

## زادروزها
- ۱ فروردین - محمد عبدی، بازیگر
- ۱ فروردین – حسن کامکار، موسیقی‌دان و نوازنده (درگذشت ۱۳۷۱)
- ۲۳ فروردین – حسنعلی منصور ، سیاستمدار (درگذشت ۱۳۴۳)
- ۲۴ فروردین – عطاءالله بهمنش، گزارشگر ورزشی (درگذشت۱۳۹۶)
- ۲۷ فروردین – بزرگ لشگری، موسیقی‌دان و نوازنده (درگذشت۱۳۹۷)
- فروردین – مهدی حائری یزدی، فقیه و فیلسوف (درگذشت ۱۳۷۸)
- ۷ اردیبهشت - صادق بریرانی، گرافیست (درگذشت ۱۴۰۳
- ۱۲ اردیبهشت – رضا ارحام صدر، بازیگر (درگذشت ۱۳۸۷)
- ۲۵ اردیبهشت – علی گلزاده غفوری، حقوقدان، مجتهد و سیاستمدار (درگذشت ۱۳۸۸)
- ۲۵ اردیبهشت – غلامرضا پهلوی پسر رضا شاه پهلوی، (درگذشت ۱۳۹۶)
- ۲۸ اردیبهشت – پرویز خطیبی، طنزنویس و فیلم‌ساز (درگذشت ۱۳۷۲)
- ۲ خرداد – محمدعلی موحد، عرفان‌پژوه، تاریخ‌نگار و حقوق‌دان
- ۲ خرداد – مجید محسنی مهر، فیلم‌ساز (درگذشت ۱۳۶۹)
- ۵ خرداد – پرویز شاپور، نویسنده (درگذشت ۱۳۷۸)
- ۵ خرداد – رضا ناجی، نظامی (درگذشت ۱۳۵۷)
- ۱۱ خرداد – محمدامین ریاحی، ادیب و مورخ (درگذشت ۱۳۸۸)
- ۲ تیر – غلامحسین قریب، ادیب و موسیقی‌دان و نوازنده (درگذشت ۱۳۸۳)
- ۴ تیر – جمشید آموزگار، سیاستمدار (درگذشت ۱۳۹۵)
- ۲۳ تیر – علی‌نقی منزوی، کتابشناس (درگذشت ۱۳۸۹)
- ۱۶ مرداد - عبدالحسین نوایی، تاریخ‌نگار
- ۲۰ مرداد - عباس کاتوزیان، نقاش معاصر
- ۲۳ مرداد – هادی شفائیه، عکاس (درگذشت ۱۳۹۷)
- ۴ شهریور – یعقوبعلی شورورزی، کشتی‌گیر (درگذشت ۱۳۷۸)
- ۱۴ شهریور – علی نشاط، نظامی (درگذشت ۱۳۵۸)

### مهر
- ۲ مهر – خلیل خطیب رهبر، ادیب و پژوهشگر ایرانی (درگذشت ۱۳۹۳)
- ۹ مهر – جواد لشگری، موسیقی‌دان و نوازنده ایرانی (درگذشت ۱۳۹۵)
- ۱۶ مهر – عبدالحسین نوایی،  تاریخ‌نگار ایرانی (درگذشت ۱۳۸۳)
- ۲۹ مهر – ساموئل خاچیکیان، فیلم‌ساز ایرانی (درگذشت ۱۳۸۰)

### آبان
- ۳ آبان – سبکتکین سالور، فیلمنامه‌نویس ایرانی (درگذشت ۱۳۷۰)

### آذر
- ۱ آذر – داریوش اسدزاده، بازیگر، کارگردان و نویسنده ایرانی(درگذشت ۱۳۹۸)
- ۱۱ آذر – جلال آل احمد، نویسندهٔ ایرانی (درگذشت ۱۳۴۸)
- ۱۵ آذر – سید ضیاءالدین شادمان، ورزشکار و سیاست‌مدار ایرانی (درگذشت ۱۳۸۷)
- ۱۹ آذر – فرهنگ مهر، معاون اسبق نخست‌وزیر ایران و رئیس دانشگاه شیراز (درگذشت ۱۳۹۶)

### دی
- ۵ دی - منصور متین، بازیگر
- ۶ دی –  هوشنگ منتصری، مترجم و ریاضیدان ایرانی (درگذشت ۱۳۹۴)
- ۱۸ دی – محسن کوچه‌باغی تبریزی، مجتهد ایرانی (درگذشت ۱۳۹۰)
- ۲۰ دی – حیدر یغما، شاعر ایرانی (درگذشت ۱۳۶۶)
- ۳۰ دی – هاشم طرلان، شاعر آذربایجانی ( درگذشت۱۳۹۳)

### بهمن
- ۸ بهمن – شهاب‌الدین اشراقی، روحانی انقلابی ایرانی (درگذشت ۱۳۶۰)
- ۲۵ بهمن – امیرحسین جهانبگلو، پژوهشگر ایرانی حوزه فلسفه، اقتصاد و تاریخ (درگذشت ۱۳۷۰)
- ۲۵ بهمن – خلیل طهماسبی، عضو گروه فدائیان اسلام و قاتل رزم‌آرا (درگذشت ۱۳۳۴)

### اسفند
- ۷ اسفند – دلکش، خوانندهٔ موسیقی ایرانی (درگذشت ۱۳۸۳)
- ۱۲ اسفند – علی‌اصغر خبره‌زاده، مترجم ایرانی (درگذشت ۱۳۸۷)
- ۲۲ اسفند – میر احمد تقوی، عالم دینی (درگذشت ۱۳۹۸)
- ۲۴ اسفند – حسین فکری، مربی تیم ملی فوتبال ایران و باشگاه فوتبال پرسپولیس تهران (درگذشت ۱۳۸۲)

### تاریخ نامعلوم
- بابا مردوخ روحانی، روحانی و آموزگار (درگذشت ۱۳۶۷)
- سامی تحصنی، بازیگر (درگذشت ۱۳۶۷)
- سید عبدالله ضیایی‌نیا، روحانی و سیاستمدار (درگذشت ۱۳۶۸)
- رضا هوشمند، بازیگر و چهره‌پرداز (درگذشت ۱۳۶۸)
- هوشنگ بهشتی، بازیگر ایرانی سینما، تلویزیون و تئاتر (درگذشت ۱۳۷۰)
- توکل اسماعیلی، مجسمه‌ساز ایرانی (درگذشت ۱۳۷۳)
- ولی‌الله خاکدان، طراح صحنه ایرانی (درگذشت ۱۳۷۵)
- احمد معینی، بازیگر ایرانی سینما (درگذشت ۱۳۷۵)
- یحیی ذکا، ایرانشناس و پژوهشگر تاریخ هنر ایران (درگذشت ۱۳۷۹)
- فریدریش لانکامرر، صحاف ایرانی آلمانی‌تبار (درگذشت ۱۳۸۰)
- محمد میرنقیبی، آهنگساز و نوازنده ایرانی (درگذشت ۱۳۸۲)
- ناصر کارفرسا، فوتبالیست ایرانی (درگذشت ۱۳۸۴)
- مصطفی کسروی، موسیقی‌دان و نوزانده ایرانی (درگذشت ۱۳۸۵)
- ابوتراب مظهری، شاعر ایرانی (درگذشت ۱۳۸۵)
- حمید فرزام، نویسنده و مورخ ایرانی (درگذشت ۱۳۸۷)
- عباس کاتوزیان، نقاش ایرانی (درگذشت ۱۳۸۷)
- اصغر روفه‌گر، رفوگر ایرانی فرش (درگذشت ۱۳۸۹)
- ملا فاضل السکرانی، شاعر و ادیب عرب خوزستانی (درگذشت ۱۳۹۲)
- عبدالجلیل جلیلی کرمانشاهی، فقیه ایرانی (درگذشت ۱۳۹۲)
- طلعت بصاری، شاعر، نویسنده و پژوهشگر ادبی ایرانی (درگذشت ۱۳۹۹)
- محمدرضا خاتمی بروجردی، فقیه اصولی و فیلسوف سینوی ایرانی (درگذشت ۱۳۵۷)
- علی شریعتمداری، استاد ایرانی فلسفه و وزیر سابق فرهنگ و آموزش عالی، (درگذشت ۱۳۹۵)
- مهرانگیز ملاح، نویسنده و نقاش ایرانی(درگذشت ۱۳۹۲)
- امیر نصرت منقح، مهندس و معمار ایرانی(درگذشت ۱۳۹۴)
- علی زندی، بازیگر ایرانی سینما (درگذشت ۱۳۹۸)
- گودرز احمدی، چهره ماندگار مهندسی مکانیک و هوافضا
- عزیزالله رفیعی، فیلم‌ساز ایرانی
- حسین کاظم‌زاده، سیاستمدار ایرانی

## درگذشت‌ها
- ۱۴ خرداد – سید حسین کزازی، نمایندۀ کرمانشاه در مجلس شورای ملی و رئیس ادارۀ معارف کرمانشاه (زادهٔ ۱۲۵۳)
- ۷ شهریور – احمد دریابیگی، نخستین فرماندهٔ نیروی دریایی مدرن ایران در خلیج فارس
- ۲۳ آبان – محمدیعقوب خان، پادشاه افغانستان (زاده ۱۲۲۸)
- اسفند – سلطان محمد خان سردار اشجع، از رؤسای ایل بختیاری در دوران مشروطه (زاده ۱۲۴۱)
- محمد اقبال‌الدوله، از حاکمان کرمانشاه (زادهٔ ۱۲۲۷)
- اسماعیل‌خان معاضدالملک از بنیانگذاران آموزش و پرورش نوین در کرمانشاه و نماینده کرمانشاه در دورهٔ دوم مجلس شورای ملی (زادهٔ ۱۲۵۳)
- عباسقلی سپهر، دیپلمات و سیاستمدار دورهٔ قاجار
- ملا عبدالکریم مسگر عمادالاسلام، نمایندهٔ دورهٔ نخست مجلس شورای ملی از یزد
- عبدالله‌خان ناظم‌السلطنه، از سرداران نظامی قاجار و از حاکمان زنجان